# Ретик, Георг Иоахим фон
Гео́рг Иоахи́м Ре́тик (нем. Georg Joachim Rheticus; 16 февраля 1514, Фельдкирх, Эрцгерцогство Австрия — 4 декабря 1574, Кашша, Королевская Венгрия, ныне Словакия) — немецкий математик и астроном. Единственный ученик Николая Коперника, оказавший содействие в публикации его главного труда, и пропагандист его наследия.

## Биография
Георг Иоахим Изерин родился в австрийском городе Фельдкирх в семье врача Георга Изерина. В 1528 году отец был казнён за колдовство и за систематические кражи в домах своих пациентов, в результате чего семья была лишена своей фамилии и приняла девичью фамилию матери-итальянки, Томасины де Поррис, германизированную как «фон Лаухен» (итал. porro и нем. Lauch значат «лук-порей»).
Ахилл Гассер, преемник отца Георга Иоахима в должности городского доктора, помог способному мальчику получить хорошее образование. Он учился сначала в Фельдкирхе, потом в Цюрихе и наконец в Виттенберге, где принял псевдоним «Ретик» (лат. Rheticus «рецийский») в честь Реции, древнего названия своего родного региона.
В 1536 г. Ретик получает звание магистра искусств. Преподававший в Виттенбергском университете знаменитый теолог Меланхтон, соратник Мартина Лютера, приглашает его остаться в Виттенберге преподавать астрономию и математику.
В 1538 г. Меланхтон даёт Ретику двухлетний отпуск для углубления астрономических знаний. Ретик объезжает видных астрономов Германии, навещает родственников и Гассера, а затем едет во Фромборк к Копернику, новая астрономическая система которого с 1510-х годов разошлась в рукописи среди немногих доверенных лиц и, надо полагать, вызвала большой интерес. Общение с Коперником произвело на Ретика такое впечатление, что все выделенные ему 2 года он провёл во Фромборке.
В 1540 г. Ретик издаёт в Данциге ясное изложение гелиоцентрической системы под названием «Narratio Prima» («Первое повествование»). Этот труд можно рассматривать как введение в опубликованную тремя годами позже книгу Коперника «О вращении небесных сфер». Он имел даже больший издательский успех, чем сама книга Коперника: в XVI веке выдержал четыре издания (труд Коперника — два).
Заодно Ретику удаётся заручиться содействием герцога Альбрехта в подготовке издания книги самого Коперника. Взамен ему пришлось пообещать вернуться к преподаванию в Виттенберге. Кроме того, Ретик отдельно публикует тригонометрические таблицы, приложенные к книге Коперника (главы XIII и XIV).
В 1541 г. Ретик возвращается в Виттенберг. В первые же каникулы (1542) едет узнать, как продвигается печать труда Коперника. Благодаря его неутомимой энергии Коперник успевает незадолго до смерти (1543) получить готовый экземпляр своей великой книги.
В 1542—1545 годах Ретик по рекомендации И. Камерария занимает кафедру математики в Лейпцигском университете. Затем в течение трёх лет путешествует. В 1548 году возвращается в Лейпциг, но кафедра математики занята, и он становится профессором богословского факультета.
В апреле 1551 года обвинён в содомии, скрывается в Праге, осуждён заочно. В 1551—1552 годах обучался медицине в Венском университете, а в 1554 году переехал в Краков. Скончался в венгерской Кашше (ныне Кошице в Словакии).
В последние годы Ретик опубликовал ряд руководств по тригонометрии; последний труд, десятизначные тригонометрические таблицы, остался незавершённым и был закончен его учеником Валентином Отто (1596).
В честь учёного названы:
- лунный кратер Рэтик (Rhaeticus: 0,03°N, 4,92°E);
- астероид 15949 Ретик (Rhaeticus, 1998 год).

## Основные труды
- Narratio prima («Первое повествование», Гданьск, 1540, краткий конспект коперниканской системы).
- Tabula chorographica auff Preussen und etliche umbliegende lender (Виттенберг, 1541).
- De lateribus et angulis triangulorum (совместно с Коперником, Виттенберг, 1542).
- Ephemerides novae (Лейпциг, 1550).
- Canon doctrinae triangulorum (Лейпциг, 1551 тригонометрические таблицы).
- Opus Palatinum de triangulis (Нейштадт, 1596 посмертно, тригонометрические таблицы).